# Astragalus arnoldianus
Astragalus arnoldianus es una especie de planta del género Astragalus, de la familia de las leguminosas, orden Fabales.
Fue descrita científicamente por N. D. Simpson.